# Le capitaine est parti déjeuner et les marins se sont emparés du bateau
 (mai 2025).
Si vous disposez d'ouvrages ou d'articles de référence ou si vous connaissez des sites web de qualité traitant du thème abordé ici, merci de compléter l'article en donnant les références utiles à sa vérifiabilité et en les liant à la section « Notes et références ».
 (août 2025).
Motif : En quoi cette sélection d'extraits du journal de Bukowski serait-elle notoire ? Il n'y a qu'une seule source dans la page, et le lien interwiki en anglais renvoie vers la page principale de Bukowski.
- Archive Wikiwix
- Bing
- Cairn
- DuckDuckGo
- E. Universalis
- Gallica
- Google
- G. Books
- G. News
- G. Scholar
- Persée
- Qwant
- (zh) Baidu
- (ru) Yandex
- (wd) trouver des œuvres sur Wikidata

| 1. | Préciser le motif de la pose du bandeau. | Précisez le motif de la pose du bandeau en utilisant la syntaxe suivante : {{admissibilité à vérifier\|date=août 2025\|motif=remplacez ce texte par le motif}}                                                                               |

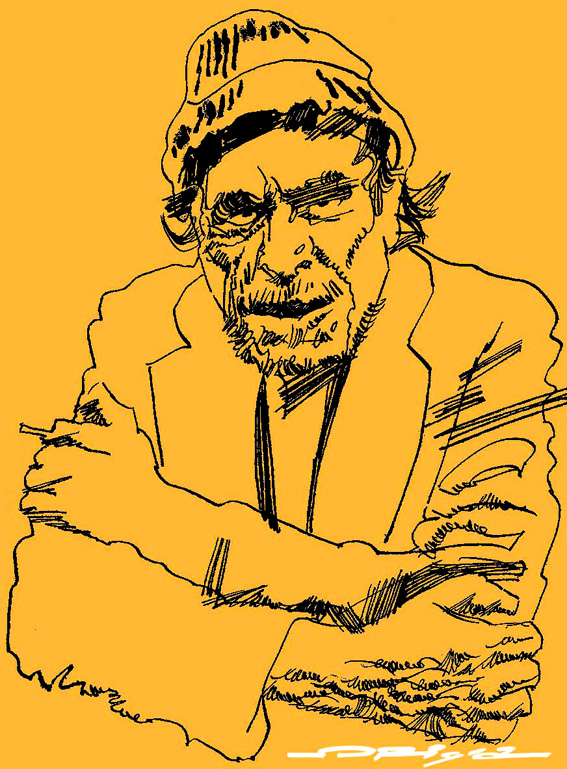
Charles Bukowski

| 2. | Informer les utilisateurs concernés.     | Pensez à avertir le créateur de l'article, par exemple, en insérant le code ci-dessous sur sa page de discussion : {{subst:avertissement admissibilité à vérifier\|Le capitaine est parti déjeuner et les marins se sont emparés du bateau}} |

Le capitaine est parti déjeuner et les marins se sont emparés du bateau (The Captain Is Out to Lunch and the Sailors Have Taken Over the Ship) est une sélection d'extraits du journal de Charles Bukowski recueillis de 1991 à 1993. Le livre, illustré par Robert Crumb et édité par Black Sparrow Press paraît en 1997, soit 3 années après la mort de Charles Bukowski. Il est sorti en France en 1999, avec une traduction de Gérard Guégan.  